# Albuminurija
Albuminurija je naziv koji opisuje pojavu albumina u urinu. Mjerenje količine albuminu u urinu može se raditi iz 24-satnog urina (urina prikupljenog tijekom 24 sata) ili iz jednog uzroka urina. Albuminurija je tip proteinurije.
Albuminurija se razlikuje od mikroalbuminurije po količni albumina u urina. 
Uzroci albuminurije mogu biti podjeljeni prema količini proteina:
- Nefrotski sindrom - ekskrecija 3-3.5g/24h
- Nefritički sindrom
- Mikroalbuminurija - ekskrecija 30-300mg/24h